# Johann Karl von und zu Franckenstein (Bischof)

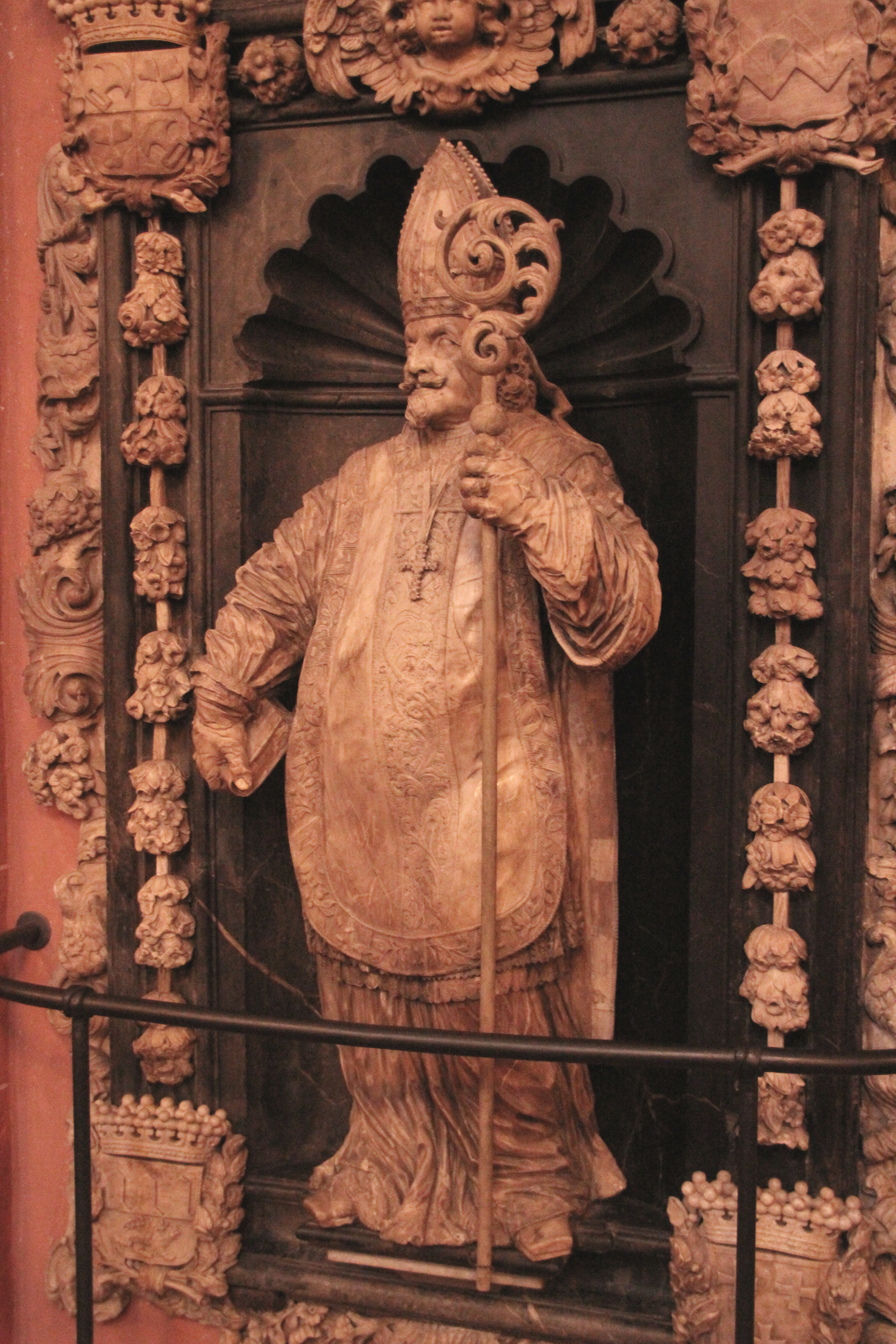
Grabmal des Bischofs, mit Porträtfigur, im Kaiserdom St. Bartholomäus, Frankfurt

Johann Karl Reichsfreiherr von und zu Franckenstein (* 1610 auf Burg Frankenstein; † 29. September 1691 in Frankfurt am Main) war römisch-katholischer Bischof von Worms.

## Leben und Wirken

### Herkunft
Johann Karl stammte aus dem Adelsgeschlecht derer von Franckenstein und wurde auch auf dem Familienstammsitz Burg Frankenstein 1610 geboren. Er war der Sohn des Johann Eustachius von und zu Franckenstein
sowie seiner Gattin Anna Brendel von Homburg, Nichte des Mainzer Erzbischofs Daniel Brendel von Homburg (Bruder ihres Vaters). Ihre Schwester Martha Brendel von Homburg hatte Ritter Caspar IV. Lerch von Dirmstein geheiratet.

### Domherr und Bischof
Franckenstein studierte in Köln und Freiburg, wurde 1654 Domizellar in Worms, später auch Kustos der Kathedrale. Am 17. August 1683 wurde Johann Karl zum Bischof von Worms gewählt, jedoch erst am 16. Juli 1688 von Papst Innozenz XI. bestätigt, worauf er am 5. September des gleichen Jahres durch den Mainzer Erzbischof Anselm Franz von Ingelheim die Bischofsweihe empfing. 
Am 31. Mai 1689 wurde Worms, im Pfälzischen Erbfolgekrieg, durch französische Truppen niedergebrannt. Die gesamte Stadt, einschließlich Dom und Bischofshof, war verwüstet. Bischof Franckenstein musste Worms verlassen und begab sich zunächst auf sein Landschloss nach Dirmstein. Auch dort konnte er wegen der Kriegsgeschehnisse nicht bleiben, weshalb er nach Frankfurt am Main flüchtete, wo er den (heute nicht mehr existenten) Franckensteiner Hof in Sachsenhausen besaß, auf den er sich zurückzog.  
 

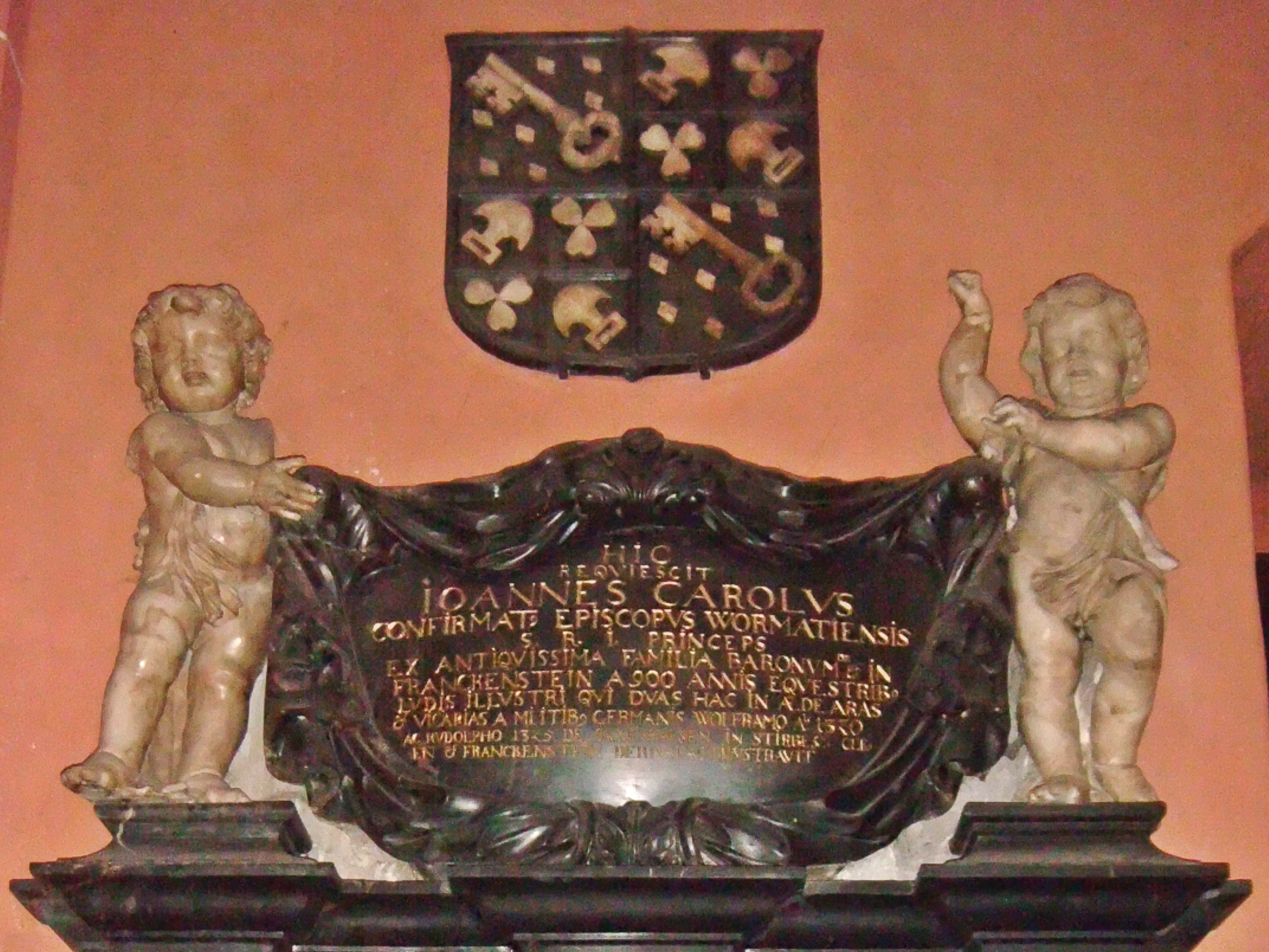
Grabinschrift und persönliches Wappen

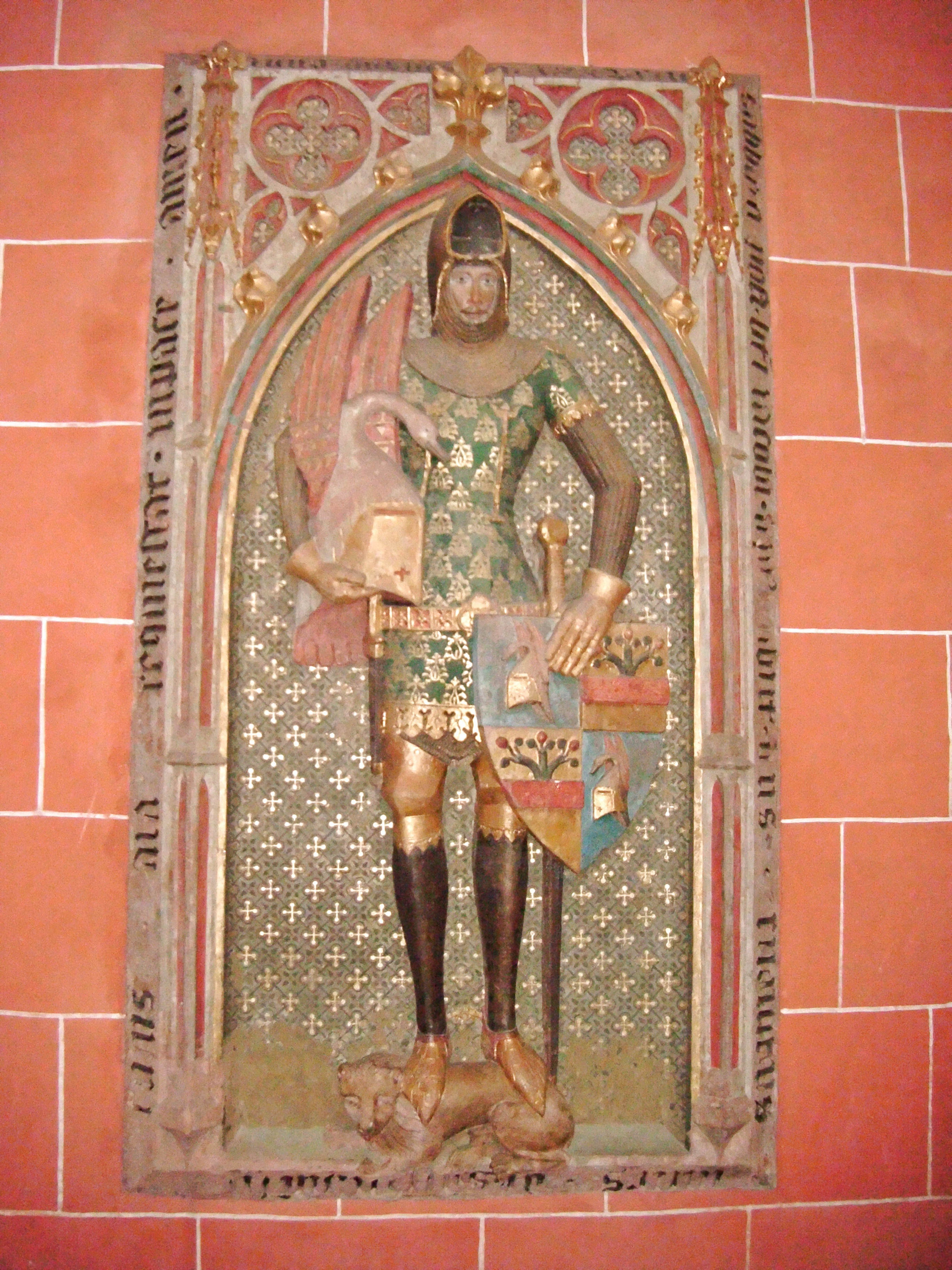
Grabplatte für Ritter Rudolf von Sachsenhausen, Vorfahr des Bischofs von Franckenstein, im Frankfurter Dom

Hier starb Johann Karl von und zu Franckenstein am 22. September 1691. Er wurde im Kaiserdom St. Bartholomäus beigesetzt, wo sich sein prachtvolles Grabdenkmal mit Portraitfigur im nördlichen Seitenschiff erhalten hat. Die Grabinschrift lautet:

„Hier ruht Johann Carl, bestätigter Bischof von Worms, Fürst des Heiligen Römischen Reichs, aus dem sehr alten Geschlecht der Freiherrn von und zu Franckenstein, seit 900 Jahren durch Ritterspiele berühmt, der zwei Altäre und Vikarien in dieser Kirche erneuerte, welche von den deutschen Rittern von Sachsenhausen, Wolfram 1320 und Rudolf 1325 gestiftet und an die Familien Cleen und Franckenstein übertragen worden waren.“

Der in der Inschrift genannte Ritter Rudolf von Sachsenhausen († 1371), ein direkter Vorfahre des Bischofs, hat 1325 im Frankfurter Dom, wo sich auch sein Epitaph befindet, den Bartholomäusaltar und die St. Thomas-Vikarie gestiftet, die Johann Karl von Franckenstein erneuerte bzw. den Bartholomäusaltar 1678 renovieren ließ. Der Altar fiel den Zerstörungen des Zweiten Weltkrieges zum Opfer, das von Franckenstein gestiftete Altarbild, Martyrium des Apostels Bartholomäus (1670), von Oswald Onghers, wurde gerettet und befindet sich noch immer im Dom. Die nicht mehr erhaltene Stifterinschrift des Altares lautete unter Bezugnahme auf die verschiedenen Würden Franckensteins, der zu jener Zeit noch kein Bischof war:

„Dem besten und größten Gott. Dieser Altar, der 1325 von Ritter Rudolf von Sachsenhausen gestiftet worden war, wurde von Johann Carl von Franckenstein, Kustos an der Kathedrale zu Worms und Scholaster von St. Burchhard in Würzburg, Kanonikus des Kapitels von Bleidenstadt, wieder hergestellt im Jahre 1678.“

Weitere Fürstbischöfe aus der Familie waren sein Urgroßonkel Rudolf von und zu Frankenstein (1523–1560), Bischof von Speyer und sein Großneffe Johann Philipp Anton von und zu Frankenstein, Fürstbischof von Bamberg (1746–1753).